# Spoorlijn Condat-Le Lardin - Sarlat
De spoorlijn Condat-Le Lardin - Sarlat was een Franse spoorlijn van Le Lardin-Saint-Lazare naar Sarlat-la-Canéda. De lijn was 35,3 km lang en heeft als lijnnummer 627 000.

## Geschiedenis
De lijn werd geopend door de Compagnie du chemin de fer de Paris à Orléans op 18 oktober 1899. Personenvervoer werd opgeheven op 15 mei 1939. Goederenvervoer Montignac en Saint-Géniès was er tot 24 juni 1950, tot 28 augustus 1955 was er goederenvervoer tussen Condat-Le Lardin en Montignac en tussen Saint-Géniès en Sarlat.

## Aansluitingen
In de volgende plaatsen is of was er een aansluiting op de volgende spoorlijnen:
Condat-Le Lardin
RFN 621 000, spoorlijn tussen Coutras en Tulle
Sarlat
RFN 628 000, spoorlijn tussen Siorac-en-Périgord en Cazoulès

## Galerij

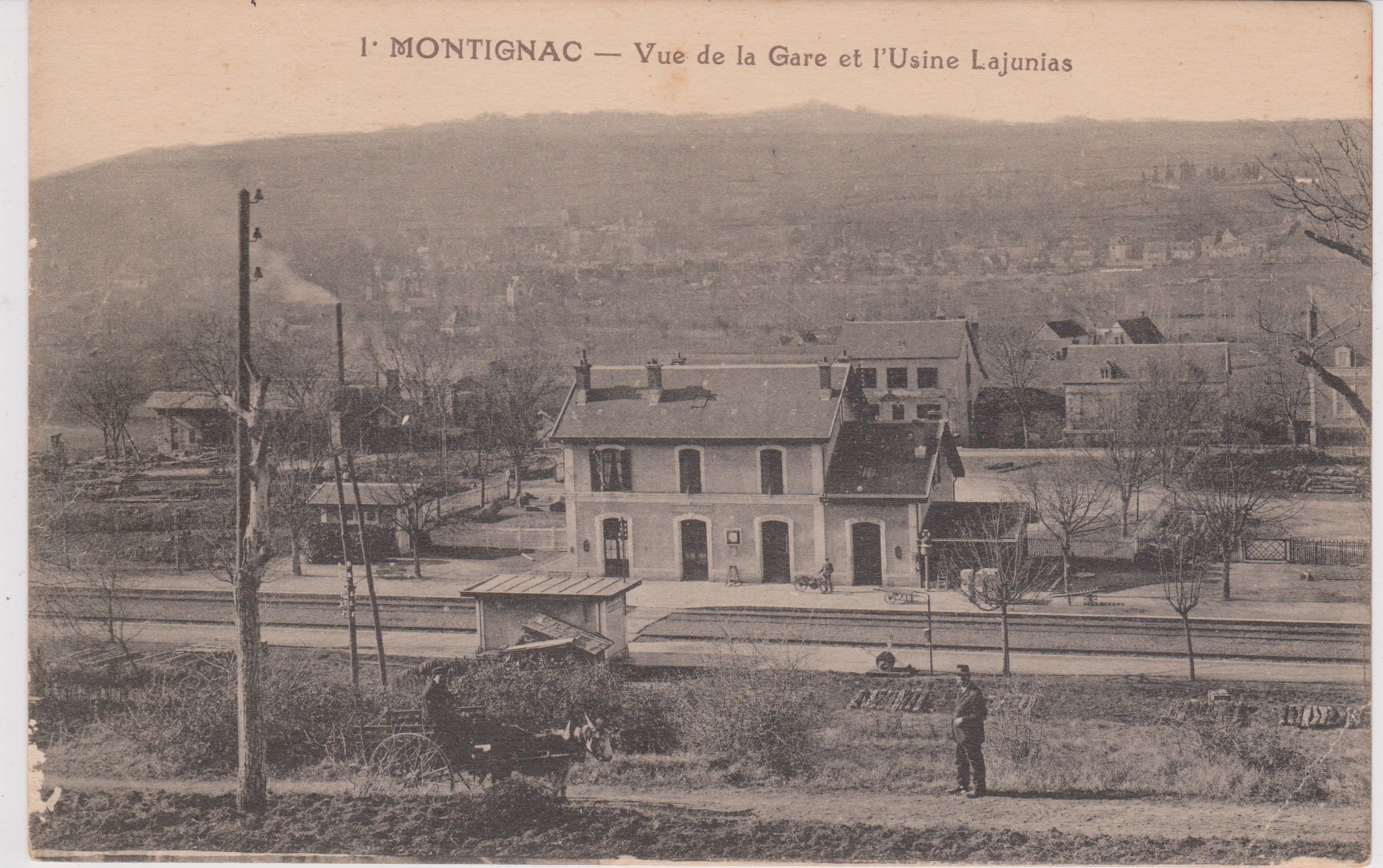
Station Montignac in 1905.